# Altendorf (Chemnitz)
Altendorf, Chemnitz-Altendorf – dzielnica miasta Chemnitz w Niemczech, w kraju związkowym Saksonia. 